# آق‌قلی
آق‌قلی (قزاقی: Аққулы) یک شهرک در استان پاولودار کشور قزاقستان است.